# Chryssa
Chryssa (biał. Хрыса, Chrysa; ros. Хрисо, Chriso) – wieś na Białorusi, w obwodzie brzeskim, w rejonie bereskim, w sielsowiecie Piaski, nad Jeziorem Czarnym i przy drodze republikańskiej R136.
Od zachodu graniczy z Elektrownią Bereską.

## Historia
W XIX i w początkach XX w. położona była w Rosji, w guberni grodzieńskiej, w powiecie słonimskim, w gminie Piaski.
W dwudziestoleciu międzywojennym leżała w Polsce, w województwie poleskim, w powiecie kosowskim/iwacewickim, w gminie Piaski. W 1921 miejscowość liczyła 788 mieszkańców, zamieszkałych w 141 budynkach, w tym 785 Białorusinów i 3 Polaków. Wszyscy mieszkańcy byli wyznania prawosławnego.
Po II wojnie światowej w granicach Związku Sowieckiego. Od 1991 w niepodległej Białorusi.